# Берцано-ді-Тортона
Берцано-ді-Тортона (італ. Berzano di Tortona, п'єм. Bërsòu) — муніципалітет в Італії, у регіоні П'ємонт,  провінція Алессандрія.
Берцано-ді-Тортона розташоване на відстані близько 440 км на північний захід від Рима, 105 км на схід від Турина, 27 км на схід від Алессандрії.
Населення — 162 особи (2014).
Щорічний фестиваль відбувається 15 жовтня. Покровитель — Santa Teresa.

## Демографія
Населення за роками:

Станом на 1 січня 2023 року в муніципалітеті офіційно проживало 7 іноземців з 4 країн, серед них 2 громадяни країн Євросоюзу.

## Сусідні муніципалітети
- Монлеале
- Сареццано
- Вігуццоло
- Вольпельїно